# Юніорський турнір юних фізиків
Відкритий юніорський турнір юних фізиків (також Відкритий турнір юних фізиків (юніорська ліга), до 2015 — Відкритий луганський турнір юних фізиків (юніорська ліга)) — командне творче змагання серед українських школярів 7—10 класів, яке полягає у розв'язанні дослідницьких задач та захисті своїх розв'язків у науковій полеміці. Кожного навчального року оргкомітет публікує список з 12 дослідницьких фізичних задач. Команди школярів мають кілька місяців на розв'язок цих задач, після чого приїжджають на турнір і представляють свої розв'язки у форматі фізбоїв. Зазвичай, в турнірі беруть участь команди найсильніших фізичних шкіл України, які в наступні роки (в одинадцятому класі) часто стають переможцями Всеукраїнського турніру юних фізиків.

## Історія

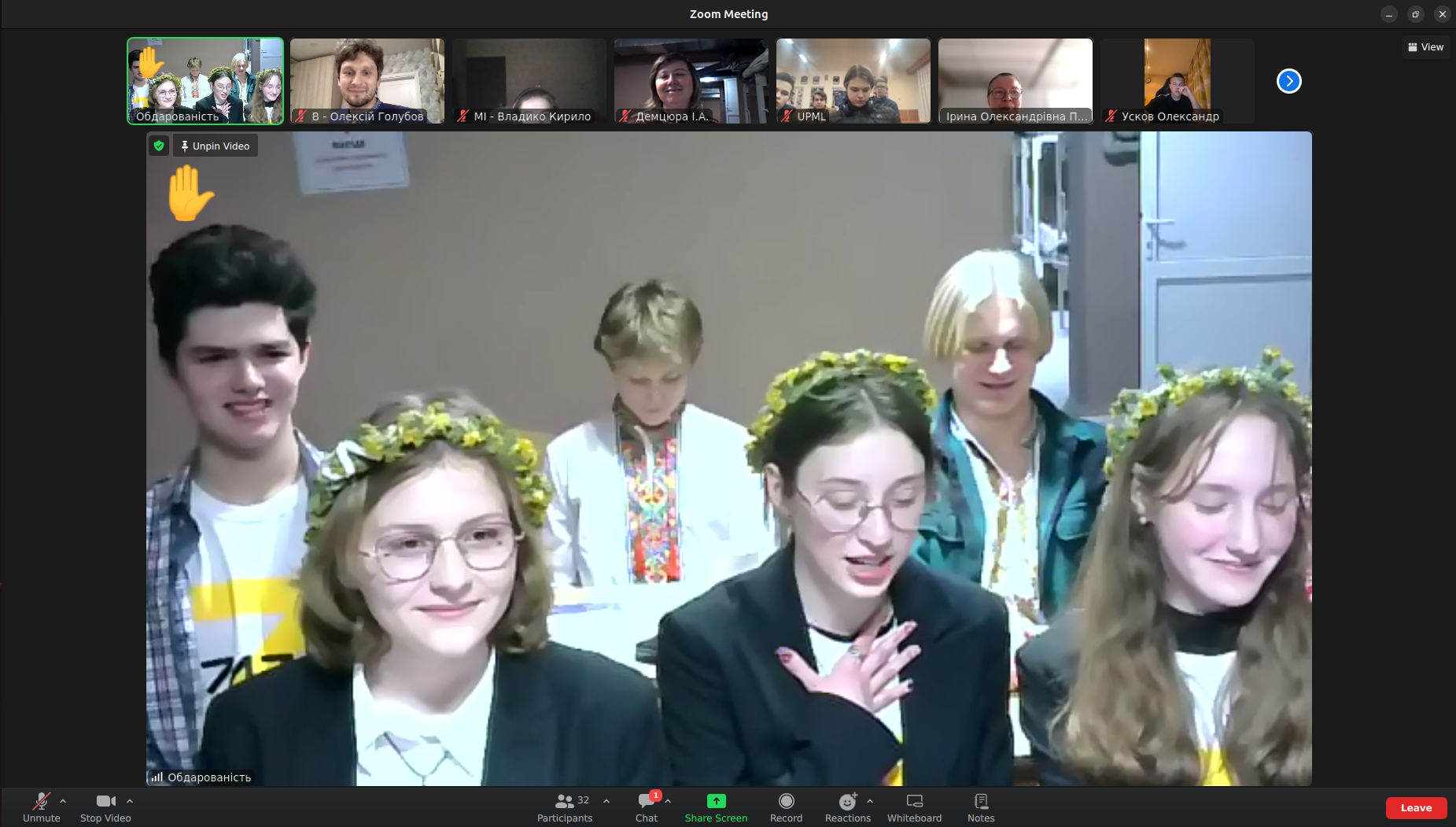
Команда «Обдарованість», переможці онлайн-турніру 2024 року

Турнір було створено викладачами фізики О. Л. Каміним й О. О. Каміним. З 1997 по 2013 турнір щорічно проводився в Луганську. З початком Війни на сході України, турнір було перенесено в Харків, і з 2015 року він проходить на базі Обласної спеціалізованої школи-інтерната «Обдарованість».

## Правила
Бої проводяться за правилами Всеукраїнського ТЮФ з певними доповненнями. Максимальна кількість членів команди — не 5, а 6 осіб. В команді може бути не більше двох десятикласників, інші — учні 7—9 класів. При чому, протягом бою десятикласник має лише 1 вихід до дошки, а не 2, як молодші члени команди.
Одинадцятикласники не можуть брати участі в юніорському турнірі як члени команд, втім, досвідчених одинадцятикласників часто запрошують на турнір в якості ведучих фізбоїв або членів журі.
У фіналі турніру команди отримують нові задачі, які вони самостійно розв'язують протягом 4 годин перед фіналом, без допомоги керівників команд.

## Переможці
| №      | Рік  | Місто    | Кількість команд | Диплом I ступеня                                                                             | Диплом II ступеня                                                                | Диплом III ступеня | Задачі |
| ------ | ---- | -------- | ---------------- | -------------------------------------------------------------------------------------------- | -------------------------------------------------------------------------------- | --- | ------ |
| XXVI   | 2012 | Луганськ |                  |                                                                                              |                                                                                  | ПНЛ 145 (Київ) |        |
| XXVII  | 2013 | Луганськ | 12               | ХФТЛ (Херсон)                                                                                | УФМЛ (Київ), УМЛ (Київ), ЛІТ (Дніпропетровськ)                                   | Школа № 5 (Луганськ), УФМЛ (Київ)                                                                                       |        |
| XXVIII | 2015 | Харків   | 8                | ФМЛ № 27 (Харків)                                                                            | УФМЛ (Київ)                                                                      | Ліцей № 89 (Харків), Інтернат «Обдарованість» (Харків)                                                                  |        |
| ХІХ    | 2016 | Харків   | 11               | ФМЛ № 27 (Харків)                                                                            | Ліцей № 161 «Імпульс» (Харків), ХФТЛ (Херсон), Інтернат «Обдарованість» (Харків) | Університетський Ліцей (Харків), Інтернат «Обдарованість» (Харків), Ліцей № 89 (Харків)                                 |        |
| ХХ     | 2017 | Харків   | 16               | ФМЛ № 27 (Харків)                                                                            | Московський район (Харків), ХФТЛ (Херсон), ЛІТ (Дніпро)                          | Одеса, Університетський Ліцей (Харків), УФМЛ (Київ), Інтернат «Обдарованість» (Харків)                                  |        |
| ХХІ    | 2018 | Харків   | 12               | Ліцей № 161 «Імпульс» (Харків), Рішельєвський Ліцей (Одеса), Університетський Ліцей (Харків) | ХФТЛ (Херсон)                                                                    | Школа № 62 (Харків), ЛІТ (Дніпро)                                                                                       |        |
| XXII   | 2019 | Харків   | 17               | ФМЛ № 27 (Харків)                                                                            | Рішельєвський Ліцей (Одеса), ХФТЛ (Херсон), ЛІТ (Дніпро)                         | Університетський Ліцей (Харків), Школа № 62 (Харків), Московський район (Харків), Інтернат «Обдарованість», УФМЛ (Київ) |        |
| XXIV   | 2024 | онлайн   | 7                | «Обдарованість» (Харків), «Момент імпульсу» (ліцеї № 161 і 27, Харків)                       | (не присуджувалося)                                                              | УФМЛ (Київ), «Радій» (ліцеї № 26, 27, 14, Луцьк)                                                                        |        |
| XXV    | 2025 | онлайн   | 9                | «Момент імпульсу» (ліцеї № 161 і 27, Харків)                                                 | УФМЛ (Київ), «Радій» (Луцьк), «Обдарованість» (Харків)                           | Івано-Франківськ, Рішельєвський ліцей (Одеса)                                                                           |        |